# Xã Leroy, Quận Barton, Missouri
Xã Leroy (tiếng Anh: Leroy Township) là một xã thuộc quận Barton, tiểu bang Missouri, Hoa Kỳ. Năm 2010, dân số của xã này là 223 người.